# Silene suecica
Silene suecica — вид трав'янистих рослин родини Гвоздичні (Caryophyllaceae). Етимологія: географічний епітет лат. suecica стосується поширення рослини в Швеції.

## Опис
Багаторічна трав'яниста рослина. Висота: 10–40 см (var. alpina), або 5–15 см (var. serpentinicola). Стебло підняте, нерозгалужене, голе або дуже слабо запушене, не липке. Листки супротивні, розеткові — черешкові, стеблові — безчерешкові; пластини лінійно-ланцетні (var. alpina) або майже голчасті (var. serpentinicola), з цілими краями. Суцвіття в парасольці (var. alpina) або у нещільному кластері (var. serpentinicola); квіти ароматні. Квітка: віночок від рожевого до червоно-фіолетового (іноді білий); пелюсток п'ять, 2-лопатеві; чашолистки зелено-фіолетові. Плоди: 5-клапанні яйцеподібні капсули. Насіння темно-коричневе, ниркоподібне, 0.5–0.8 мм. 2n = 24.

## Поширення
Європа (Росія, Австрія, Швейцарія, Фінляндія, Ісландія, Норвегія, Швеція, Велика Британія, Італія, Франція, Іспанія); Північна Америка (Гренландія, Канада).
Населяє тундру, кам'янисті пустирі, трав'янисті схили, морські скелі, гравійні береги рік, піщані ділянки.

## Галерея

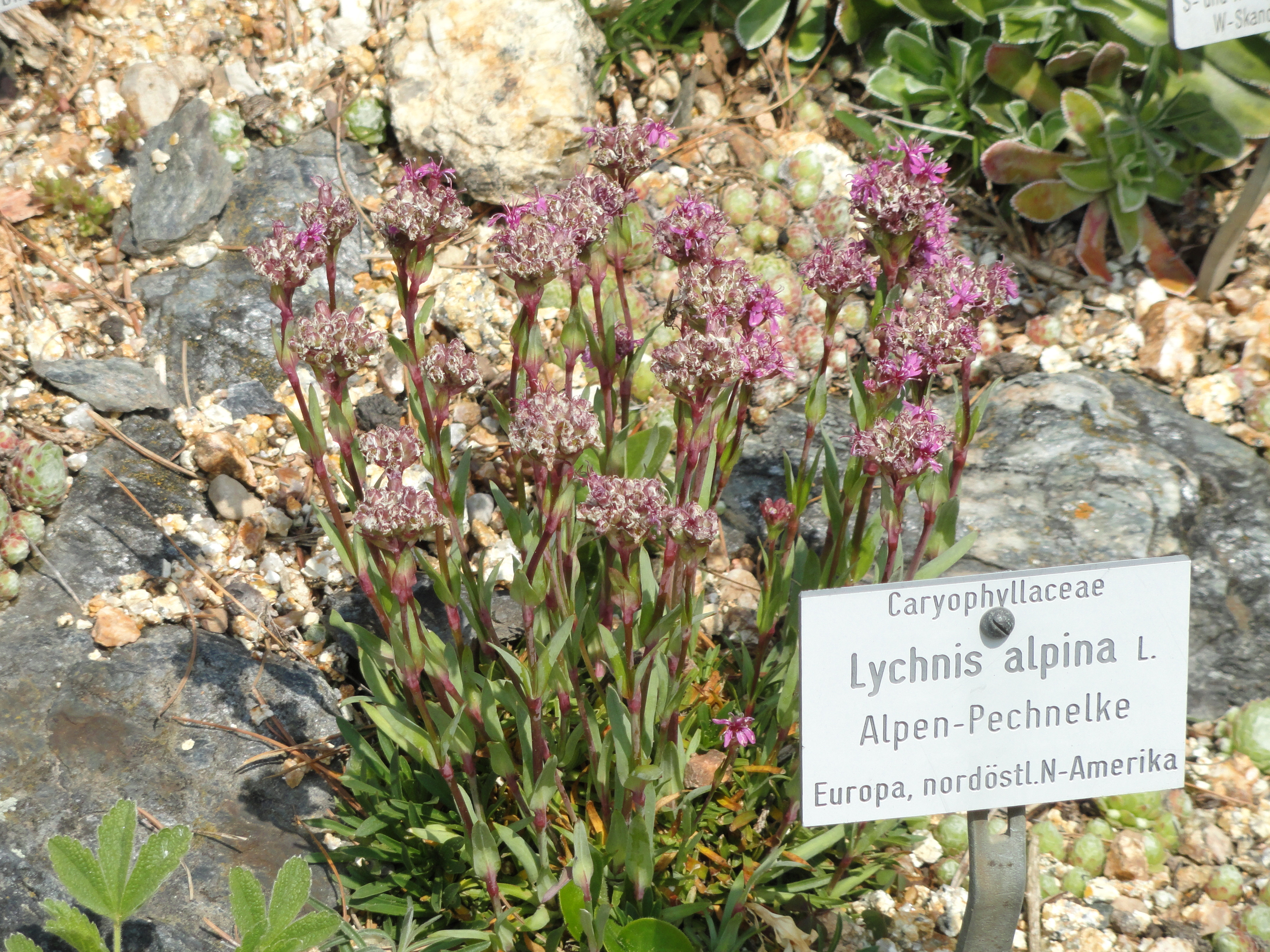
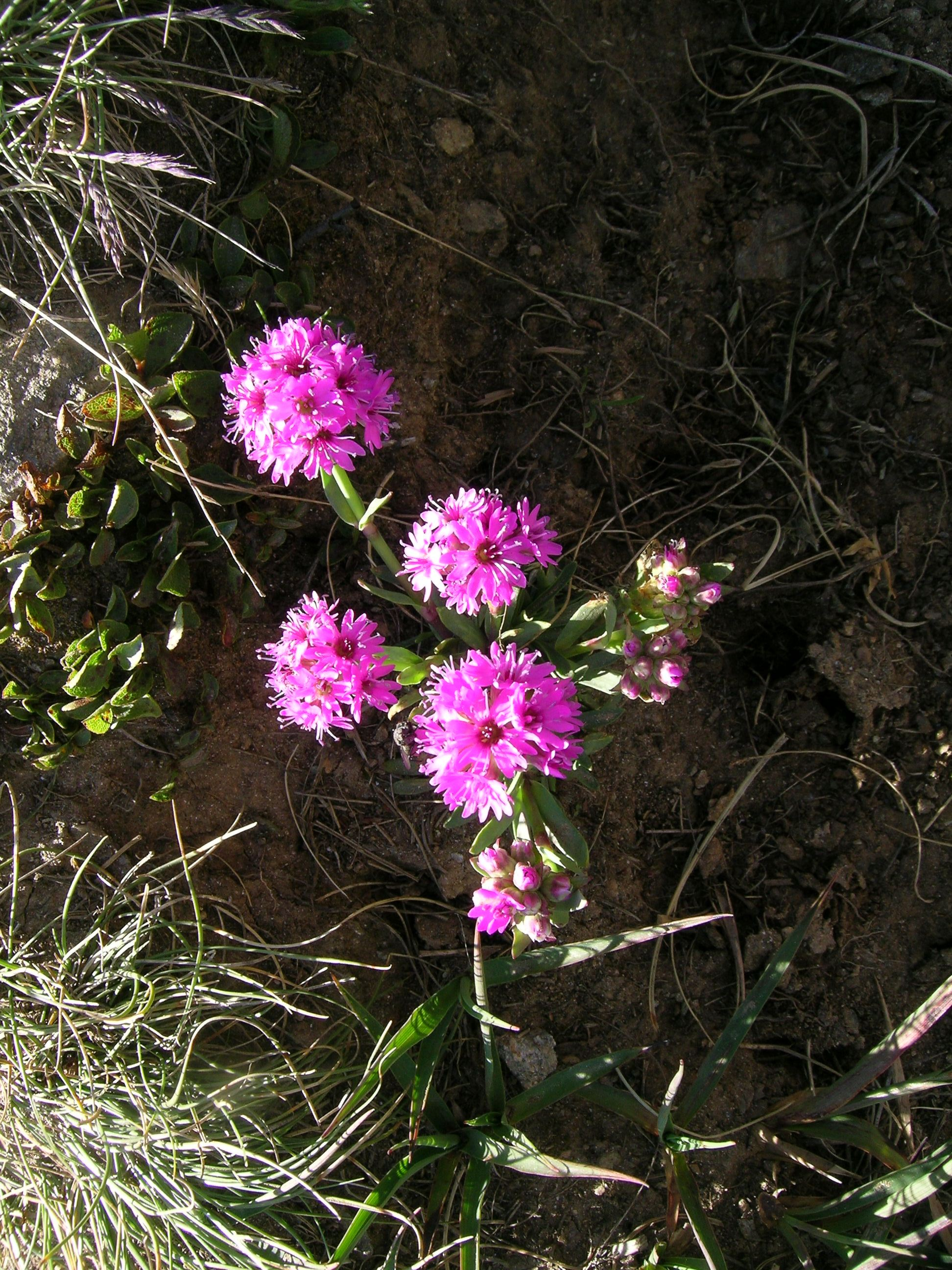
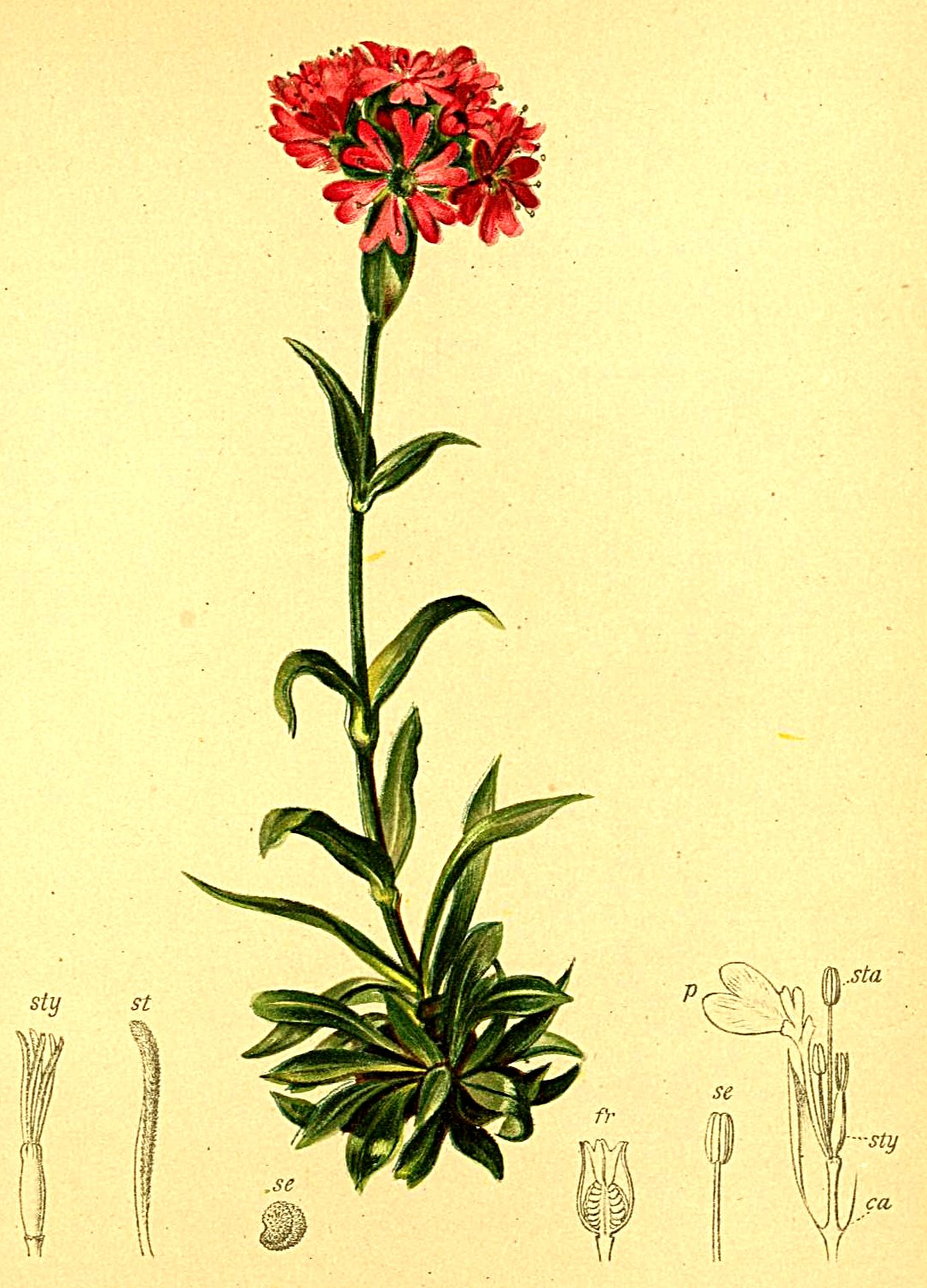